# Ark 라이브러리
Ark 라이브러리(ArkLibrary)는 반디집을 만든 반디소프트에서 개발한 압축 파일 처리용 상용 미들웨어이다. 5.0 버전까지는 일부 비상업적 용도에 한하여 무료로 사용이 가능하였지만, 6.0 버전부터는 상용 구매를 목적으로 하는 테스트 이외에는 구매 후 사용하도록 라이선스가 바뀌었다. 반디집 자체도 Ark 라이브러리를 이용하여 개발되었기 때문에 Ark 라이브러리를 이용하면 반디집에서 제공하는 압축파일과 관련된 모든 기능을 사용할 수 있다. 32비트 및 64비트의 마이크로소프트 윈도우 운영 체제 계열 중 윈도우 7, 윈도우 8, 윈도우 10, ARM64을 지원하며, POSIX 시스템 은 OS X, 우분투, FreeBSD와 같은 대부분의 운영 체제를 지원한다.

## 주요 기능
제작사에서 밝힌 주요 기능은 다음과 같다.
- ZIP, ALZ, EGG, TAR, BH, 7Z, WIM, RAR, ARJ, LZH, GZ, BZ2, ISO, UDF, IMG, CAB, XZ, Z, LZMA를 비롯한 많은 압축포맷의 압축 해제를 지원한다.
- ZIP, TAR, TGZ 포맷의 압축하기 기능을 지원하며, 분할 ZIP 포맷도 생성이 가능하다.
- 기능에 비하여 DLL 파일의 용량이 매우 작다.
- C++ 인터페이스를 지원하며, 사용방법이 매우 쉽다.
- 많은 유저들이 사용하는 반디집에 사용되는 라이브러리로서, 안정적이다.
- 64비트 운영 체제를 지원한다.

## 특징
다양한 형식을 가지는 압축파일의 압축해제 지원 및 ZIP 포맷 등의 압축 파일 생성 기능
- 지원 언어: C++ (Visual Studio, GCC, Clang)
- 지원 OS: Windows(7/8/8.1/10, x86/x64/ARM64), macOS, Linux, FreeBSD

## 지원 포맷
1. 압축 해제
ZIP: Deflate / BZ2 / Deflate64 / LZMA / implode / shrink / Jpeg / Wavpack 압축 알고리즘 지원, ZipCrypto / AES128 / AES192 / AES256 암호화 알고리즘 지원, ZIP64 / ZIPX 포맷 지원, 여러 형태의 분할 압축된 파일 지원.
ALZ: Deflate/변형 BZ2 알고리즘 지원, 분할 압축 지원
EGG: Deflate / BZ2 / LZMA 압축 알고리즘 지원, ZipCrypto / AES128 / AES256 / LEA 암호화 알고리즘 지원, 분할 압축 지원
TAR: 8기가 이상의 파일 처리 지원, UStar / LongLink 처리 지원, Sparse 포맷 지원, 심볼릭 링크 지원
BH: FUSE / Deflate 압축 알고리즘 지원, ZipCrypto 암호화 알고리즘 지원
7z: .7z.001 형태의 분할 압축파일 지원
WIM: RAW 및 압축된 포맷 지원
RAR: 분할 압축 지원, RAR4/RAR5 포맷 지원
ARJ: 분할 압축된 파일 지원, 암호걸린 파일은 미지원
ACE: unacev2.dll 파일 및 unace32.exe 파일 필요
CAB: LZX, MSZIP, QUANTUM 알고리즘 지원, SFX 및 분할 압축된 파일 지원
기타: LZH, GZ, BZ2, ISO, BIN, UDF, IMG, XZ, Z, LZMA, J2J, NSIS, AES, Arc, LZIP, ZPAQ, MS Compound 포맷 지원
2. 압축 파일 생성
ZIP: Deflate / LZMA / XZ 알고리즘 지원, ZipCrypto 2.0 / AES 암호화 지원, ZIP 표준 분할압축, ZIP64 지원
7z: LZMA / LZMA2 알고리즘 지원, AES 암호화 지원, 헤더 암호화/압축 지원
기타: TAR, TGZ, LZH, ISO(Joliet), GZ, XZ 포맷 압축 및 생성기능 제공

## 같이 보기
- 반디집